# Steganoderma formosum
Steganoderma formosum är en plattmaskart. Steganoderma formosum ingår i släktet Steganoderma och familjen Steganodermatidae. Inga underarter finns listade i Catalogue of Life.